# Comuna Vînohradivka, Iarmolînți
Vînohradivka (în ucraineană Виноградівка) este o comună în raionul Iarmolînți, regiunea Hmelnîțkîi, Ucraina, formată din satele Slobidka și Vînohradivka (reședința).

## Demografie
Componența lingvistică a comunei Vînohradivka
     Ucraineană (95,13%)
     Rusă (3,53%)
     Alte limbi (0,12%)
Conform recensământului din 2001, majoritatea populației comunei Vînohradivka era vorbitoare de ucraineană (95,13%), existând în minoritate și vorbitori de rusă (3,53%).